# Башилов Сергій Васильович
Сергій Васильович Башилов (нар. 27 жовтня 1923, місто Кімри Тверської губернії, тепер Тверської області, Росія — 26 березня 2005, місто Москва) — радянський державний діяч, голова Державного комітету СРСР у справах будівництва, міністр будівництва СРСР в районах Далекого Сходу і Забайкалля, міністр будівництва в районах Уралу та Західного Сибіру СРСР, міністр будівництва підприємств важкої індустрії СРСР. Кандидат у члени ЦК КПРС у 1981—1986 роках. Член ЦК КПРС у 1986—1989 роках. Депутат Верховної Ради СРСР 10—11-го скликань.

## Життєпис
Народився в родині службовця. У 1940 році закінчив середню школу.
У 1940—1941 роках — студент Московського інституту інженерів залізничного транспорту.
У 1941—1945 роках — у Червоній армії, учасник німецько-радянської війни.
У 1945—1950 роках — студент Московського інституту інженерів залізничного транспорту, інженер шляхів сполучення—будівельник.
Член ВКП(б) з 1947 року.
У 1950—1952 роках — виконроб, начальник Тобольської будівельної дільниці тресту «Сиблістрансбуд» Тюменської області.
У 1952—1954 роках — головний інженер Тюменського будівельно-монтажного управління тресту «Сиблістрансбуд».
У 1954—1958 роках — керуючий тресту «Іртишлістрансбуд» в місті Тюмені.
У 1958—1963 роках — начальник управління будівництва і промисловості будматеріалів Тюменської ради народного господарства (раднаргоспу).
У 1963—1967 роках — заступник начальника Головного управління із будівництва в Середньо-Уральському економічному районі «Головсередуралбуд» Міністерства будівництва РРФСР у місті Свердловську.
У 1967—1976 роках — заступник начальника, начальник територіального Головного управління із будівництва «Головсередуралбуду» Міністерства будівництва підприємств важкої індустрії СРСР у місті Свердловську.
У 1976—1979 роках — начальник відділу будівництва та будівельної індустрії Держплану СРСР.
18 грудня 1979 — 29 липня 1983 року — міністр будівництва СРСР в районах Далекого Сходу і Забайкалля.
29 липня 1983 — 30 січня 1986 року — голова Державного комітету СРСР у справах будівництва.
30 січня — 19 серпня 1986 року — міністр будівництва підприємств важкої індустрії СРСР.
2 вересня 1986 — 5 квітня 1989 року — міністр будівництва в районах Уралу та Західного Сибіру СРСР.
З квітня 1989 року — персональний пенсіонер союзного значення в Москві.
Помер 26 березня 2005 року в Москві. Похований на Троєкуровському цвинтарі.

## Нагороди і звання
- два ордени Леніна
- орден Жовтневої Революції
- орден Вітчизняної війни І ст.
- два ордени Трудового Червоного Прапора
- медаль «За бойові заслуги»
- медалі
- Премія Ради Міністрів СРСР